# 月子 (歌手)
月子（つきこ）は、日本の女性歌手。東京都出身。パソコンゲームの主題歌や同人音楽を中心に活動している。

## 略歴
ボーカルガイド・コーラスのスタジオワークをしながら、ソロでの歌手活動やインディーズの音楽ユニットに参加する。2007年に有限会社ロデオドライヴに所属、同年12月26日にランティスよりメジャーデビューし、本格的に歌手活動を開始する。
- 2005年 インディーズユニットi.o sound（津上潤也主宰）やluna lunaに月子として参加する。
- 2007年12月26日 Rodeo Drive incプロデュースのvoユニットi.o.feat.月子でデビューする。
- 2008年9月 同人サークル「stretta di mano（ストレッタ ディ マーノ）」を立ち上げ、商業だけでなく同人での活動も始める。
- 2008年12月 友人である歌手の「葉月ゆら」とともにユニット「La Bella Luna」を結成する（2人の名前で共通する「月」にひっかけたユニット名らしい）。
- 2009年11月 月子ボイスとstretta di manoのサイトを統合してHPをリニューアルする。

## 主催同人サークル「stretta di mano」作品
- Piacere!（2008秋M3発売）
- ポラロイド（2009春M3発売）
- RESPECTIVE NIGHT（stretta di mano×Like a rabbit作品/2009春M3発売）
- choices（2009秋M3発売）
- Glittering TOKYO（2009秋M3発売）
- プリズミックキャピタル（2010春M3発売）
- BrilliantOrange（2010春M3発売）

## CD
シングル
- StarTRain-your past makes your future-/ランティス[1]

コンピレーション
- 太鼓の達人オリジナルサウンドトラック「ドンダフル」Sweet Sweet Magic日本コロムビア

## 商業
- 月下の邂逅（「PRINCESS WALTZ」エンディングテーマ）/PULLTOP
- ボクとキミのこと（「かいわれっ!」「マイくろ 〜オレガワタシデボクガアタシデ〜」挿入歌）/FlyingShine
- memories for us.（「StarTRain」イメージソング）/mixed up
- あの日の願い（「絶対幸せ宣言っ!」主題歌）/eighthnote（エイスノート）
- I wish（（「絶対幸せ宣言っ!」主題歌）/eighthnote（エイスノート）
- R.U.R.U.R 〜ル・ル・ル・ル〜 このこのために、せめてきれいな星空を（コーラス曲）/light
- コイノハナ（「虹色あるけミカン」エンディングテーマ）/しらたま
- Cherry Jewelry Flower（「Coming Humming!! -カミング・ハミング-」エンディングテーマ）/SAGA PLANETS
- 夏風の一秒（「ナツユメナギサ」エンディングテーマ）/SAGA PLANETS
- go!go! Summer drive!（「ナツユメナギサ」エンディングテーマ）/SAGA PLANETS
- In your arms tonight（「Distance」挿入歌）/Silksoft
- 恋の勝負（「つく×つく」主題歌）/DUEE
- 「天球儀」挿入歌コーラス（「シュガーコートフリークス」）/リトルウィッチ
- EVERLASTING BLUE（「AQUA」主題歌）/SORAHANE
- ぱぱら～（「キサラギGOLD★STAR」BGM）/SAGA PLANETS
- 風花（「はつゆきさくら」エンディングテーマ）/SAGA PLANETS
- Forget to prime（「さくら、咲きました。」主題歌）/SORAHANE
- はるかかなた（「はるかかなた」主題歌）/SORAHANE
- ドールメイクのうた（「ソフィーのアトリエ 〜不思議な本の錬金術士〜」主題歌）/ガスト

## 同人
- 百花繚乱（おてんば恋娘の冒険）：東方Projectアレンジアルバム「WindAge」/Factory Noise&AG
- 美猫金魚オ：リジナルサウンドトラック「銀色の三日月I」 /Factory Noise&AG
- then...：「もしも明日が晴れならば Extra Soundtrack」/Tynwald music
- Blue White：「Winter Mix Vol.4」/とらのあな
- 桜風：「EPISODE"1" Sound is Life」/SoundPlugin
- mixed up confusion/voice：「mixed up confusion」/i.o.sound
- oeufs inconnus：「kokoro switch」/Fantastic Mind & Soul + KTG
- 東方ProjectアレンジCD 東方来夢来人:「WING」コーラス参加（原曲:「廃獄ララバイ」【東方地霊殿】）/葉月ゆら
- 東方ProjectアレンジCD FAR EAST OF EAST:「蛍火」（原曲:「懐かしき東方の血 〜Old World」【東方永夜抄】）/Tatsh Music Circle
- 東方Projectアレンジ ニコニコ動画配信:「Floating Darkness」（原曲:「平安のエイリアン」）/Tatsh Music Circle
- LAIN -或る老人の手記より- 〔企画第1弾 音と声の記憶〕 ：Yggdrasill 〔世界樹〕/EIGHTMELODIES
- Fine Feeling 2nd MiniAlbum「Le ciel」/ Fine Feeling
- 東方ProjectアレンジCD FAR EAST OF EAST II:「Floating Darkness」（原曲:「平安のエイリアン」）/Tatsh Music Circle
- WHITE MUTATION：「WHITE MIRAGE 」/Tatsh Music Circle
- the note of satanism：「isola」/love solfege
- 東方ガールズロックアレンジ Ms：「Alice（原曲:ブクレシュティの人形師）」「Lying in the dark（原曲:人形裁判〜 人の形弄びし少女）」/XOTIC
- 東方紅魔郷ダンスアレンジ Scarlet Insanity：「Intellect of shade（原曲:ヴワル魔法図書館）」「The first of a certain housemaid（原曲:メイドと血の懐中時計）」/XOTIC
- 東方来夢来人II〜ポップン・ティアラ〜:「昨日のケンカ、今日のアメ。明日はハレ!」「こんなに綺麗な月夜だからきっと甘いミルク味」
- PARCA：「フレア」コーラス参加/Matrica
- Iconostasis/葉月ゆら×月子
- 蒼穹の道しるべ『Blue Prints ～ミライへのミチしるべ～』 / Tinkerbell Sound Label

## 他
- オリジナルユニット「luna*luna」（Web配信）
  - Infantia
  - ふたりで